# Rivière Upaunan
La rivière Upaunan est un affluent de la Rivière Enistustikweyach, à Eeyou Istchee Baie-James, dans la région administrative du Nord-du-Québec, dans la province canadienne de Québec, au Canada.
 
Le bassin versant de la rivière Upaunan ne comporte pas de route d’accès à proximité ; toutefois, la route du Nord venant de Matagami passe à 26,3 km à l’Ouest de l’embouchure de la rivière Upaunan. La surface de la rivière est habituellement gelée du début novembre à la mi-mai, toutefois la circulation sécuritaire sur la glace se fait généralement de la mi-novembre à la mi-avril. 

## Géographie
Les principaux bassins versants voisins de la rivière Upaunan sont :
- côté Nord : lac Dana (Eeyou Istchee Baie-James), Lac Du Tast (Eeyou Istchee Baie-James) ;
- côté Est : lac Evans, rivière Broadback ;
- côté Sud : Rivière Enistustikweyach, rivière Iskaskunikaw, rivière Pauschikushish Ewiwach, rivière Chabinoche, lac Soscumica ;
- côté Ouest : lac Dana (Eeyou Istchee Baie-James), rivière Pauschikushish Ewiwach, rivière Utamikaneu.

 
La rivière Upaunan prend sa source d’un ruisseau (altitude : 269 m) entouré de marais et situé à :
- 1,6 km au Sud-Ouest du lac Evans ;
- 8,3 km au Nord-Est de l’embouchure de la rivière Upaunan ;
- 124 km au Nord du centre-ville de Matagami.

À partir de sa source, la « rivière Upaunan » coule sur 17,1 km selon les segments suivants :
- 10,2 km vers le Nord-Ouest en formant une courbe vers le Nord-Est, jusqu’à un ruisseau (venant du Nord-Est) ;
- 6,9 km vers le Sud-Ouest, jusqu’à l’embouchure de la rivière[2].

La rivière Upaunan se déverse sur la rive Nord de la rivière Enistustikweyach, laquelle coule vers le Sud-Ouest, puis le Sud, où elle se déverse dans une baie à l’Est de la partie Sud du lac Dana (Eeyou Istchee Baie-James).
Cette confluence est située à :
- 14,1 km au Sud-Ouest de l’embouchure du lac Dana (Eeyou Istchee Baie-James) ;
- 37,4 km au Sud-Ouest de l’embouchure du lac Evans
- 53,7 km au Nord du lac Soscumica ;
- 128,4 km au Sud-Est de l’embouchure de la rivière Broadback ;
- 119 km au Nord du centre-ville de Matagami.

## Toponymie
D’origine crie, le toponyme « rivière Upaunan » signifie : « la rivière du camp de la passe ».
Le toponyme « rivière Upaunan » a été officialisé le 5 octobre 1982 à la Commission de toponymie du Québec